# Lignan-de-Bazas
Lignan-de-Bazas är en kommun i departementet Gironde i regionen Nouvelle-Aquitaine i sydvästra Frankrike. Kommunen ligger i kantonen Bazas som tillhör arrondissementet Langon. År 2022 hade Lignan-de-Bazas 403 invånare.

## Befolkningsutveckling
Antalet invånare i kommunen Lignan-de-Bazas
Referens:INSEE